# اودا نوبوناگا (درام تلویزیونی ۱۹۹۴)
اودا نوبوناگا (به ژاپنی: 織田信長) نام یک درام تلویزیونی
۱۲ ساعته بر پایه زندگی اودا نوبوناگا و رمانی از یامائوکا سوهاچی ساخته شده است. این درام تلویزیونی در سال ۱۹۹۴ میلادی در ۲ ژانویه از ساعت ۱۲ ظهر تا ساعت ۱۱ و ۵۲ دقیقه شب، در کانال تی‌وی توکیو، ژاپن نمایش داده شده است. در این فیلم تاکاهاشی هیده‌کی نقش اودا نوبوناگا و سوزوکازه مایو نقش نوهیمه همسر اصلی نوبوناگا را ایفا می‌کنند. این فیلم وقایع را از زمان کودکی تا پایان و حادثه معبد هوننو به تصویر کشیده است.